# Éderson (Fußballspieler, 1989)
Éderson Alves Ribeiro Silva (* 13. März 1989 in Pentecoste, CE), genannt Éderson, ist ein brasilianischer Fußballspieler, der momentan für den japanischen Erstligisten Kashiwa Reysol spielt. Bevorzugt läuft er als Sturmspitze auf, er kann aber auch auf den Flügeln spielen.

## Karriere
Als Jugendspieler war Éderson beim Ceará SC ein erfolgreicher Torjäger und erzielte innerhalb von anderthalb Jahren 70 Tore. In Ceará durchlief er die Jugendmannschaften der U-16, U-17, U-18 und U-20, bis er 2007 seinen alten Klub verließ und im Zuge einer Zusammenarbeit beider Vereine zum Erstligisten Atletico Paranaense wechselte. Nach einem Jahr in der Jugendabteilung Paranaenses wurde er 2008 an seinen alten Verein verliehen. Dort konnte er aufgrund von Verletzungen jedoch nicht Fuß fassen, und so kehrte der damals 19-Jährige nach einigen Monaten wieder zurück.
Nach einem Jahr ohne Profieinsätze wurde er zur Saison 2010 erneut verliehen und sollte in der Série C Spielpraxis sammeln. Mit dem ABC Natal gelang ihm in seinem ersten Jahr der Aufstieg in die zweite Liga, wobei er elfmal zum Einsatz kam. Auch im folgenden Jahr wurde er an den Klub verliehen. Er bestritt dabei 18 Zweitligaspiele, in denen er vier Tore erzielte.
Nach der Saison kehrte er zwischenzeitlich ein zweites Mal auf Leihbasis nach Ceará zurück. Nachdem er dort erneut kaum zum Zug gekommen war, lieh in sein Stammverein Paranaense im Sommer 2012 erneut zu ABC aus, wo er noch auf 26 Spiele in der Série B kam, in denen er zwölf Tore erzielte. Nach Ablauf der Spielzeit kehrte er zu seinem Stammverein zurück. Paranaense, die 2012 ebenfalls in der zweiten Liga gespielt hatten, aber den Aufstieg hatten realisieren können, behielten Éderson diesmal in ihrem Kader. Überraschend belegte die Mannschaft am Ende des Jahres den dritten Platz. Éderson schaffte dabei nicht nur den Durchbruch in Brasiliens höchster Spielklasse, sondern erzielte in seiner ersten Saison in der Série A auch 21 Tore in 30 Partien, womit er mit großem Abstand Torschützenkönig wurde.
Diese Erfolge konnte er im neuen Jahr nicht bestätigen. So gelangen ihm in 20 Pflichtspielen lediglich vier Treffer. Im Sommer 2014 wurde er für ein Jahr zum arabischen al-Wasl Club ausgeliehen. Dort wurde er von seinem Landsmann Jorginho trainiert. Am 15. September gab er seinen Einstand in der Liga, als er zugleich seinen ersten Treffer für seinen neuen Klub erzielte. Wettbewerbsübergreifend traf er 2014/15 in 32 Spielen 15-mal.
Nach Ablauf des Leihgeschäfts entschloss er sich zu einem Wechsel nach Japan. Der Erstligist Kashiwa Reysol zahlte eine Ablösesumme in Höhe von kolportierten 10 Millionen Reais (ca. 2,5 Millionen Euro) und sicherte sich die Dienste des brasilianischen Angreifers. Er gab seine Premiere am 29. Juli 2015 in einer Partie gegen Shonan Bellmare. In Japan blieb er bis Juli 2016, dann wurde Éderson an den CR Vasco da Gama nach Rio de Janeiro ausgeliehen. Bei dem Klub blieb er bis zum Abschluss der Staatsmeisterschaft von Rio de Janeiro 2017. Es schloss sich übergangslos ein weiteres Leihgeschäft an seinen ersten Profiklub Athletico Paranaense an. Nach Auslaufen des Kontraktes wechselte Éderson im Juli 2018 zum Fortaleza EC.
Nach Beendigung der Série A 2020 im Februar 2021 verließ Éderson den Klub. Danach schloss er sich erneut dem ABC Natal an, mit welchem er in der Staatsmeisterschaft, Copa do Brasil 2021 und der Série D an. Noch im selben Jahr wechselte er erneut. Seine nächste Station wurde der Botafogo FC (PB), mit welchem er noch in der Série C Spiele bestritt. Zur Saison 2022 wechselte Éderson zu Chapecoense. Der Kontrakt erhielt eine Laufzeit bis November des Jahres.

## Erfolge
ABC FC
- Série C-Meister: 2010

Atletico Paranaense
- Brasilianischer Pokalfinalist: 2013

Vasco
- Taça Rio: 2017

## Auszeichnungen
- Série A 2013: Torschützenkönig mit Atletico Paranaense
- Prêmio Craque do Brasileirão 2013: Wahl in die Elf des Jahres[9] mit Athletico Paranaense